# Paseo de los Melancólicos
El paseo de los Melancólicos es una vía pública de la ciudad española de Madrid, situada en el barrio Imperial, distrito de Arganzuela.

## Descripción
El paseo, cuyo título es de origen popular, discurre desde la ronda de Segovia hasta la calle de San Epifanio. Aparece descrito en Las calles de Madrid (1889) de Hilario Peñasco de la Puente y Carlos Cambronero con las siguientes palabras:

Melancólicos (Paseo de los). Comienza en la Ronda de Segovia y termina en el Pontón de San Isidro. El nombre fué puesto por los vecinos de aquellos contornos y luego pasó á ser oficial. Lo solitario que casi siempre se halla el Paseo, le da cierta tristeza que cuadra bien con el título que lleva.
(Peñasco de la Puente y Cambronero, 1889, pp. 326-327)